# Lorna Hodgkinson
Lorna Myrtle Hodgkinson (South Yarra, 13 maggio 1887 – Gore Hill, 24 marzo 1951) è stata un'educatrice e psicologa australiana.
Ha lavorato con bambini con disabilità intellettive. È stata la prima donna a diventare "Dottore in Educazione" all'Università di Harvard.

## Giovinezza
Lorna Hodgkinson è nata il 13 maggio 1887 in South Yarra, un sobborgo di Melbourne, da Ada Josephine (nata Edmiston) e Albert James Hodgkinson, un piantatore di zucchero. La famiglia più tardi si è trasferita a Lennox Head, New South Wales, e dopo la morte di suo padre Lorna e sua madre si sono trasferite a Perth. Dopo aver studiato alla scuola femminile di Perth ha iniziato a laborare come insegnante nel 1903.

## Carriera
Lorna Hodgkinson è diventata un'assistente della scuola infantile di Perth nel 1907 e ha così iniziato corsi per bambini con disabilità mentali. Ha lasciato Perth nel 1912 trasferendosi a Sydney, dove ha insegnato in varie scuole pubbliche fino al 1915. Nel 1917 ha iniziato a lavorare per la May Villa a Parramatta, insegnando alle ragazze con disabilità mentali che erano sotto la tutela dello Stato. Le è stato concesso un permesso retribuito nel 1920 per studiare all'Università di Harvard; ha conseguito un Master in Educazione nel 1921 e il Dottorato in Educazione nel 1922. Con la sua tesi dottorale "Un programma statale per la diagnosi e il trattamento dei bambini atipici nel sistema scolastico pubblico" è diventata la prima donna a diventare Dottore in Educazione ad Harvard.
Quando Lorna Hodgkinson è tornata a Sydney nel 1922 ha assunto una posizione creata appositamente per lei dal NSW Dipartimento di Educazione: Sovraintendente dell'educazione dei disabili intellettivi. Nel 1923 ha testimoniato dinnanzi alla Commissione Reale per l'amministrazione e la legislazione relativa alle malattie mentali (Lunacy law) che il sistema di tutela dei bambini con disabilità intellettive era mal gestito; i suoi commenti hanno generato proteste da parte del pubblico e hanno determinato l'inizio di un'inchiesta ministeriale ordinata dal Ministro Albert Bruntnell. Lorna Hodgkinson è stata accusata di aver falsificato il suo documento d'istruzione per essere ammessa ad Harvard e, dopo l'indagine aperta su di lei, è stata sospesa per "vergognosa e inappropriata condotta nel rilasciare false dichiarazioni". È stata retrocessa al normale insegnamento pubblico nel 1924 ma si è rifiutata di lasciare la sua posizione ed è stata licenziata. Il rettore di Harvard ha successivamente rilasciato una dichiarazione scritta in cui confermava le sue abilità e i suoi risultati.
Dopo essere stata pubblicamente umiliata, Lorna ha lasciato l'insegnamento pubblico e ha fondato il Sunshine Institute, una scuola residenziale per bambini con disabilità intellettive, nel sobborgo Gore Gill di Sydney. Ha lavorato li per il resto della sua carriera facendo crescere la scuola da sei a sessanta bambini. Ha dato lezioni di "igiene mentale" alla radio, ha scritto per The Sydney Morning Herald, e ha diretto la "Women's Reform League" e il Congresso Australiano dell'igiene razziale.

## Morte
Lorna Hodgkinson morì di cancro a Gore Hill il 24 marzo 1951. Il Sunshine Institute è stato successivamente chiamato "The Lorna Hodgkinson Sunshine Home" ed è tuttora operativo.